# Tonín Conde
Antonio Conde Aja (Port de Sagunt, 4 de desembre de 1909 - 26 d'abril de 1984) va ser un futbolista valencià. Se'l coneixia com a Tonín per a diferenciar-lo del seu germà major, Manuel Conde.
Format a l'Sporting Saguntí, va destacar com extrem esquerre, motiu pel qual Luis Colina el fitxa per al València el 1930, amb 21 anys. Amb el temps va endarrerir la seua posició i va sonar a una convocatòria amb la selecció espanyola el 1934, sense materialitzar-se. Militant del PSOE, va ajudar a Giménez Buesa a fugir de la repressió republicana i a refugiar-se en Serra durant la Guerra Civil. En acabar la guerra, fon detingut i empresonat a Sant Miquel dels Reis, juntament amb Rodríguez Tortajada. Es diu que el seu company d'equip Enrique Molina va intentar perjudicar-lo, sense que s'haja pogut demostrar. El 1940 va eixir de la presó i va jugar a l'Hèrcules, sent empresonat de nou al mig any. El 1942 seria amnistiat i desterrat de València, jugant a Andalusia.